# ベッチ数
代数的位相幾何学において、ベッチ数 (ベッチすう、英語: Betti numbers) は、位相空間に対する不変量であり、自然数に値をもつ。

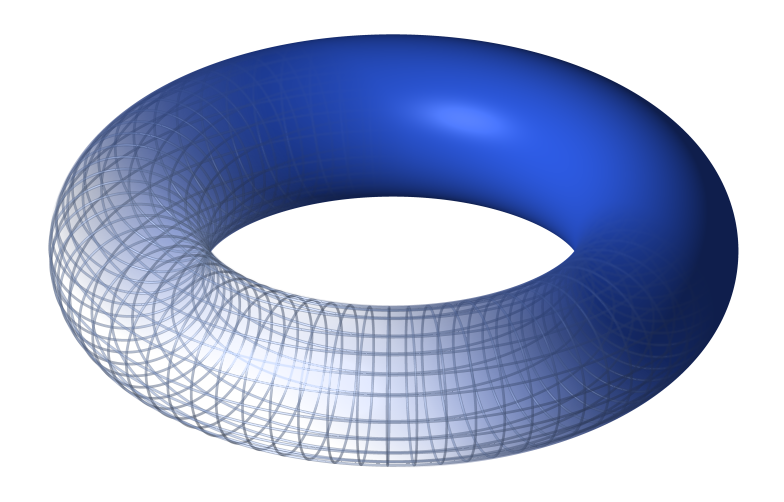
トーラスはひとつの連結成分(b_{0})を持っていて、二つの円状の穴(b_{1})（ひとつは中心を原点とする円で、もうひとつは、管状になっている中の円状の部分）であり、2-次元の中身のない部分を中に持つ（内部が管状となっている）ものがひとつ(b_{2})であるので、ベッチ数は 1(b_{0}), 2(b_{1}), 1(b_{2}) となる．

右の図のようなトーラスを考える。このトーラスに切り口が円周になるように切れ込みをいれたとき、その結果二つのピースに分かれない切り方が、穴のまわりにそって一周する方法と、縦に切断する方法の二通りある。このことからトーラスの 1 次ベッチ数は 2 である。直感的な言葉を使うと、 1 次以上のベッチ数は様々な次元の本質的な｢穴｣（閉曲線、閉曲面・・）の数である。例えば、円の 1 次ベッチ数は 1であり、一般的なプレツェル(pretzel)の場合は、1 次ベッチ数は穴の数の 2 倍となる。
ベッチ数は、今日、数学のみならず計算機科学やデジタル画像などの分野でも研究されている。
「ベッチ数」ということばは、エンリコ・ベッチ (Enrico Betti) にちなみ、アンリ・ポアンカレ (Henri Poincaré) により命名された。

## 定義
k を非負の整数 として、空間 X の k 次ベッチ数 bk(X) は、X の k 次ホモロジー群 Hk(X) のランクとして定義される。ホモロジー群は有理数体 Q 上のベクトル空間とすることもできるので、Hk(X; Q) のベクトル空間の次元としてベッチ数を定義することもできる。普遍係数定理は、ねじれのない単純な場合には（係数の取り方に依存せず）これらの定義が同じであることを示している。
またベッチ数を係数にもつ多項式としてポアンカレ多項式を定義する。すなわち、X のポアンカレ多項式 PX(t) とは b0(X)+b1(X)t+b2(X)t2+...+bn(X)tn のことである。

## 例

### 単体複体
上の図のような単体複体でのベッチ数を計算する。これは0-単体として a, b, c, d, 1-単体として E, F, G, H, I, 2-単体として色のついた部分 J ただ一つをもつものである。この図の連結成分はただ一つであり、1 次元の穴は色のついてない部分すなわち頂点 a, c, d をもつ三角形の部分である。また平面上にあり、「空洞」をもたない。以上の事からb0=1, b1=1,b2=0 であり、ポアンカレ多項式は 1+t となる。

### グラフ理論
位相的グラフ理論では、頂点 n 個、m 本の辺、k 個の連結成分をもったグラフ G の 1次ベッチ数は、m − n + k に等しい。
このことは、辺の数についての数学的帰納法により直接証明ができる。つまり、新しい辺 1-サイクル分の数を増やすか、もしくは辺の連結成分の数を一つ減らすかのどちらかである。
第一ベッチ数は、グスタフ・キルヒホフ(Gustav Kirchhoff)がベッチ(Betti)の論文以前に導入した用語であるサイクロマチック数(cyclomatic number)とも呼ばれる。第一ベッチ数のソフトウェア工学への応用は、循環的複雑度を参照のこと。
グラフの第 0 番めのベッチ数は、連結成分の数 k を単純に意味している。

### ポアンカレ多項式の計算例
1. 点に対するベッチ数の列は、1, 0, 0, 0, 0, ...
2. 円に対するベッチ数の列は、1, 1, 0, 0, 0, ...
ポアンカレ多項式は、
{\displaystyle 1+x\,}.
3. 2-トーラスに対するベッチ数の列は 1, 2, 1, 0, 0, 0, ...
ポアンカレ多項式は、
{\displaystyle (1+x)^{2}=1+2x+x^{2}\,}.
4. 3-トーラスに対するベッチ数の列は 1, 3, 3, 1, 0, 0, 0, ...
ポアンカレ多項式は、
{\displaystyle (1+x)^{3}=1+3x+3x^{2}+x^{3}\,}.
5. 同様に、n-次元トーラスに対して
ポアンカレ多項式は、
{\displaystyle (1+x)^{n}\,} （キネットの定理（英語版）により）、ベッチ数は二項係数である。

無限次元の複素射影空間のベッチ数の列は、1, 0, 1, 0, 1, ... と周期的となるので、周期の長さは 2 である。この場合は、ポアンカレ函数は多項式ではなく、無限級数
{\displaystyle 1+x^{2}+x^{4}+\dotsb }
となる。これは、幾何級数であり、次の有理函数として書き表すことができる。
{\displaystyle {\frac {1}{1-x^{2}}}=1+x^{2}+(x^{2})^{2}+(x^{2})^{3}+\dotsb .}
コンパクトな単純リー群のポアンカレ多項式は、
{\displaystyle P_{SU(n+1)_{}}(x)=(1+x^{3})(1+x^{5})...(1+x^{2n+1})}
{\displaystyle P_{SO(2n+1)_{}}(x)=(1+x^{3})(1+x^{7})...(1+x^{4n-1})}
{\displaystyle P_{Sp(n)_{}}(x)=(1+x^{3})(1+x^{7})...(1+x^{4n-1})}
{\displaystyle P_{SO(2n)_{}}(x)=(1+x^{2n-1})(1+x^{3})(1+x^{7})...(1+x^{4n-5})}
{\displaystyle P_{G_{2}}(x)=(1+x^{3})(1+x^{11})}
{\displaystyle P_{F_{4}}(x)=(1+x^{3})(1+x^{11})(1+x^{15})(1+x^{23})}
{\displaystyle P_{E_{6}}(x)=(1+x^{3})(1+x^{9})(1+x^{11})(1+x^{15})(1+x^{17})(1+x^{23})}
{\displaystyle P_{E_{7}}(x)=(1+x^{3})(1+x^{11})(1+x^{15})(1+x^{19})(1+x^{23})(1+x^{27})(1+x^{35})}
{\displaystyle P_{E_{8}}(x)=(1+x^{3})(1+x^{15})(1+x^{23})(1+x^{27})(1+x^{35})(1+x^{39})(1+x^{47})(1+x^{59})}
となる。

## 性質
（有理）ベッチ数 bk(X) は、ホモロジー群の任意のねじれ部分群(torsion)を考慮に入れてはいないが、しかし、非常に基本的な位相不変量である。
有限の単体複体の場合は、ホモロジー群 Hk(X, Z) は全ての k で有限ランクであり、また k が単体の次元を超えている場合は 0 である。
有限の CW-複体 K に対し、
{\displaystyle \chi (K)=\sum _{i=0}^{\infty }(-1)^{i}b_{i}(K,F),\,}
が成り立つ。ここに {\displaystyle \chi (K)} は K のオイラー標数を表し、F は任意の体である。
2つの空間 X と Y に対し
{\displaystyle P_{X\times Y}=P_{X}P_{Y},\,}
が成り立つ。ここに PX は X の ポアンカレ多項式(Poincaré polynomial)（より一般的には、無限次元の空間に対してはポワンカレ多項式）、すなわち X のベッチ数の母函数である
{\displaystyle P_{X}(z)=b_{0}(X)+b_{1}(X)z+b_{2}(X)z^{2}+\cdots ,\,\!}
である。キネットの定理(Künneth theorem)を参照。
X を向き付け可能な閉多様体で n 次元とすると、任意の k に対し k と n − k を入れ替えるポアンカレ双対性
{\displaystyle b_{k}(X)=b_{n-k}(X),\,\!}
がある。
ホモロジー群が捩れを持たないとき、ベッチ数は係数体 F によらず決まる。素数 p に対し整数係数ホモロジー群の p-torsion は標数 p をもつ係数体 F のベッチ数 bi(X,F) を用いて（単純な場合には、Tor函手を基礎とする）普遍係数定理により詳細に求められる。

## 微分形式の空間の次元との関係
X が閉多様体のとき、ベッチ数はド・ラームコホモロジーの次元をあたえる。閉形式の空間を完全形式の空間でわった商空間の次元をあたえる。これはド・ラームの定理とホモロジー論の普遍係数定理によりえられる。
また X がリーマン多様体であれば、ホッジ理論によればベッチ数は調和形式の空間の次数を与えることがわかる。
モース理論によりベッチ数の交代和と、対応する適切なモース函数の臨界点の数 Ni の交代和に関する不等式が以下のようにあたえられる。
{\displaystyle b_{i}(X)-b_{i-1}(X)+\cdots \leq N_{i}-N_{i-1}+\cdots .}
ウィッテンは、モース函数を使いこれらの不等式の説明をして、ド・ラーム複体の外微分を変形した。